# Примадона
Примадона (на италиански: prima donna, първа дама; понякога накратко и в позитивен смисъл прима) е водещата певица в операта, човекът, на който се дават главните роли. Обикновено примадоната, макар не задължително, е сопрано. Терминът е придобил и жаргонно иронично значение в български на „жена, която се превзема“. В операта съответстващият термин за певец (почти винаги тенор) е примо уомо (primo uomo).
Легендарно, примадоните (мн.ч. в италиански: prime donne) били често смятани за еготични, неразумни и раздразнителни с много високо мнение за себе си, не винаги споделяно от останалите. Макар че дали те са наистина по-суетни или по-горещи като емоции и характер от останалите певици (или от които и да е други хора в оперите) не може да се конкретизира и все пак терминът често описва и това (интернационално) – горда, суетна и темпераментен жена, която макар и дразнеща с тези си качества е важна. 
Известните примадони често са карали оперните ентусиасти да се разделят на противникови „клубове“, подкрепяйки една певица пред друга. Съперничеството между съответните фенове на Мария Калас и Рената Тебалди, например, е едно от най-известните в операта, независимо от приятелството между двете оперни певици. В последно време терминът прима е почти синоним на дива и се използва, за да означи популярните женски опера певици.